# Josef Bierbichler
Josef Bierbichler, né le 26 avril 1948 à Ambach, un village de Bavière aujourd'hui rattaché à la commune de Münsing, dans le district de Haute-Bavière est un acteur allemand.

## Filmographie partielle
- 1976 : Cœur de verre de Werner Herzog
- 1977 : La Guerre de la bière de Herbert Achternbusch
- 1979 : Woyzeck de Werner Herzog
- 1997 : Les Rêveurs (Winterschläfer), de Tom Tykwer : Theo
- 2008 : L'Absent (Im Winter ein Jahr) de Caroline Link : Max Hollander
- 2009 : Bienvenue à Cadavres-Les-Bains de Wolfgang Murnberger
- 2009 : Le Ruban blanc de Michael Haneke
- 2013 : Michael Haneke : Profession réalisateur (Michael Haneke – Porträt eines Film-Handwerkers) d'Yves Montmayeur (film documentaire)
- 2015 : Schau mich nicht so an d'Uisenma Borchu : le grand-père